# Сельчанський потік (притока Сухої)
Сельчанський потік (словац. Selčiansky potok) — річка у регіоні Новоград в Словаччині, права притока Сухої, протікає в окрузі Полтар.
Довжина приблизно 13 км. Витік знаходиться в масиві Ревуцька-Верховина (частина Цінобанське передгір'я; біля гори Дубове) — на висоті близько 530 метрів. Впадає Дубовий потік. Протікає територією сіл Селце та Грнч'ярска Вес.
Впадає в Суху на висоті приблизно 225 метрів.